# Fleming : L'Homme qui voulait être James Bond
Fleming : L'Homme qui voulait être James Bond (Fleming: The Man Who Would Be Bond) est une mini-série britannique en quatre épisodes de 44 minutes, créée par John Brownlow et Don MacPherson (en), diffusée du 29 janvier au 19 février 2014 sur BBC America.
En France, la série est diffusée du 4 au 11 septembre 2014 sur Arte, et au Québec, du 5 au 26 janvier 2015 sur ARTV.

## Synopsis
La série raconte de façon romancée la vie de Ian Fleming, officier du renseignement naval et auteur des romans d'espionnage mettant en scène le personnage de James Bond.

## Distribution
- Dominic Cooper (VF : Damien Witecka) : Ian Fleming
- Lara Pulver (VF : Élisabeth Ventura) : Ann O'Neill, épouse de Ian
- Samuel West (VF : Arnaud Bedouët) : Vice-amiral John Godfrey, supérieur de Ian (inspiration de M)
- Anna Chancellor (VF : Marjorie Frantz) : Lieutenant Monday, secrétaire de Ian (inspiration de Miss Moneypenny)
- Rupert Evans (VF : Rémi Bichet) : Peter Fleming, frère de Ian
- Lesley Manville (VF : Martine Irzenski) : Evelyn Fleming, mère de Ian
- Pip Torrens (VF : Lionel Tua) : Esmond Rothermere, homme politique
- Camilla Rutherford (VF : Nathalie Homs) : Loelia Lindsay, Duchesse de Westminster
- Annabelle Wallis (VF : Dorothée Pousseo) : Muriel Wright (2 épisodes)

Source et légende : Version française (VF) selon le carton du doublage français télévisuel.

## Production

### Développement
Le 17 janvier 2013, BBC America annonce la création d'une série en quatre épisodes, Fleming, sur la vie de Ian Fleming, créateur de James Bond, avec Dominic Cooper dans le rôle-titre. La série d'Ecosse Films est une co-production de Sky Atlantic et BBC America. Le budget de la série est de 4 millions de livre sterling, soit environ 5 millions d'euros.
La série est tournée début 2013 à Londres, Budapest et en Jamaïque.
Pour Dominic Cooper, « incarner l'espion qui non seulement créa le personnage de 007, mais rêva de l'être, doit être le rêve de tout acteur. » (« Stepping into the shoes of the spy who not only created the enigmatic character of 007, but who fantasized about being him, has to be every actor's dream. »)

### Fiche technique
- Titre original : Fleming: The Man Who Would Be Bond
- Titre français : Fleming : L’homme qui voulait être James Bond
- Création et scénario : John Brownlow et Don MacPherson (en)
- Réalisation : Mat Whitecross
- Direction artistique : Michael Fleischer, Géza Kerti et James Morrall
- Décors : Sophie Becher
- Costumes : Caroline Harris
- Photographie : Ed Wild
- Montage : Peter Christelis
- Musique :Ilan Eshkeri et Tim Wheeler
- Casting : Katalin Baranyi et Gary Davy
- Production : Sarah Curtis
- Production exécutive : Alison Banks, Paul Sarony et Salvador Yagüe
- Production déléguée : Robert Bernstein, Huw Kennair-Jones, Michael Parke et Douglas Rae
- Sociétés de production : Ecosse Films, co-production Sky Atlantic et BBC America
- Société de distribution : BBC Worldwide
- Pays d'origine :  Royaume-Uni
- Langue originale : Anglais
- Format : couleur
- Genre : Mini-série
- Durée : 4 x 44 minutes

### Diffusion internationale
- États-Unis : 29 janvier au 19 février 2014 sur BBC America
- Royaume-Uni : 12 février 2014 sur Sky
- France : 4 au 11 septembre 2014 sur Arte
- Québec : 5 au 26 janvier 2015 sur ARTV

## Épisodes
- Épisode 1

1939. L'Angleterre est à la veille de la guerre. Ian Fleming, jeune dandy, beau parleur, traine son ennui dans les soirées et les bars. Il y rencontre Muriel Wright qui devient sa maîtresse et Ann O'Neill, qui se refuse à lui. Son imagination débordante et sa maîtrise de l'allemand lui permettent d'être recruté comme officier du renseignement naval alors que la guerre débute. Il est affecté auprès du Vice-amiral John Godfrey et est assisté du Lieutenant Monday.
- Épisode 2

Juin 1940. Ian part en France pour convaincre l'amiral Darlan de ne pas donner la marine française à Hitler. À son retour, Muriel meurt dans un bombardement. Triste, provoqué par Ann, Ian prend violemment cette dernière.
- Épisode 3

Ian supervise la création d'une unité d'élite. Il joue avec Ann un jeu du chat et de la souris sadomasochiste. Mais le décès au front du mari de cette dernière va précipiter les choses.
- Épisode 4

Ian part sur le front russe pour récupérer des documents sur l'arme nucléaire allemande. Il démissionne à son retour. Après de nombreuses hésitations, Ann épouse Esmond Rothermere, son amant de longue date. Ian confie à Peter, son frère, qu'il va commencer à écrire un roman d'espionnage. Peter lui conseille de l'appeler Bond plutôt que Aitken. Ian Fleming écrira son premier Bond, Casino Royale durant sa lune de miel en Jamaïque après son mariage avec Ann en 1952.

## Accueil

### Audiences
En France, le 1er épisode diffusé le jeudi 4 septembre 2014 rassemble 536 000 téléspectateurs, soit 2,3 % de part d'audience. Le 3e épisode diffusé le jeudi 11 septembre 2014 n'attire plus que 390 000 téléspectateurs, soit 1,7 % de part d'audience.